# Secondo di Trento
Secondo di Trento, noto anche come Secondo di Non o Secondino di Trento (in latino Secundus Tridentinus; ... – Trento, marzo 612), è stato un monaco cristiano e storico longobardo di origine romana.

## Biografia
Vicino al potere longobardo ma di origine romanica, l'abate Secondo fu l'esponente di spicco della Chiesa Cattolica tricapitolina di Aquileia presso la corte regia al tempo di Agilulfo e Teodolinda. Nella chiesa di San Giovanni di Monza, nel 603, venne scelto come padrino  nell'occasione del battesimo dell'erede al trono Adaloaldo, il primo re longobardo a essere battezzato secondo il rito cattolico tricapitolino e non ariano. Il monaco seguiva lo scisma tricapitolino, al quale aderiva la Chiesa di Aquileia, anziché l'ortodossia romana, benché la regina madre fosse in corrispondenza con papa Gregorio Magno.
Secondo fu anche storico dei Longobardi, autore di una Succincta de Langobardorum gestis historiola, che fu fonte della Historia Langobardorum di Paolo Diacono. Lo stesso Paolo Diacono fa riferimento alla cronaca di Secondo, quando annota con stupore come questi abbia trascurato la grande vittoria riportata da Autari sui Franchi nel 588, e fornisce l'indicazione della sua morte, collocandola nel mese di marzo dell'anno nel quale un'incursione di Slavi devastò l'Istria (612). Di lui ci rimane solo un frammento di dodici righe, che contiene una elaborata datazione conclusiva di un documento.

### Fonti primarie
- (LA) Paolo Diacono, Historia Langobardorum, edentibus †Ludwig Konrad Bethmann et Georg Waitz, in  Monumenta Germaniae historica inde ab anno Christi quingentesimo usque ad annum millesimum et quingentesimum. Scriptores rerum Langobardicarum et Italicarum saec. VI-IX, Hannoverae, impensis bibliopolii Hahniani, 1878,  pp. 12-187.

### Letteratura storiografica
- Roberta Cervani, La fonte tridentina dell'«Historia Langobardorum» di Paolo Diacono (PDF), in Atti della Accademia Roveretana degli Agiati. Contributi della classe di scienze umane, di lettere ed arti, ser. 6, vol. 26/B: Congresso La regione Trentino-Alto Adige nel Medio Evo (Rovereto, 14-15-16 settembre 1984), vol. 2, Rovereto, Accademia Roveretana degli Agiati, 1987,  pp. 97-104, ISSN 1122-6072 (WC · ACNP).
- Jörg Jarnut, Storia dei Longobardi, traduzione di Paola Guglielmotti, Torino, Einaudi, 1995  [1982], ISBN 88-06-13658-5.
- Elena Percivaldi, Secondo di Non: un "romano" alla corte longobarda, in 577. I Longobardi nel Campo Rotaliano, Atti del Convegno di Mezzolombardo (ottobre 2017), a cura di Giuseppe Albertoni, Società di Studi Trentini di Scienze Storiche, Trento, 2019, pp. 59-72. ISBN 978-88-81330485
- Sergio Rovagnati, I Longobardi, Milano, Xenia, 2003. ISBN 88-72734843
- (FR)   Charles Pietri, Luce Pietri (ed.), Prosopographie chrétienne du Bas-Empire. 2. Prosopographie de l'Italie chrétienne (313-604), École française de Rome, vol. II, Roma 2000, p. 2017